# Lagavulin

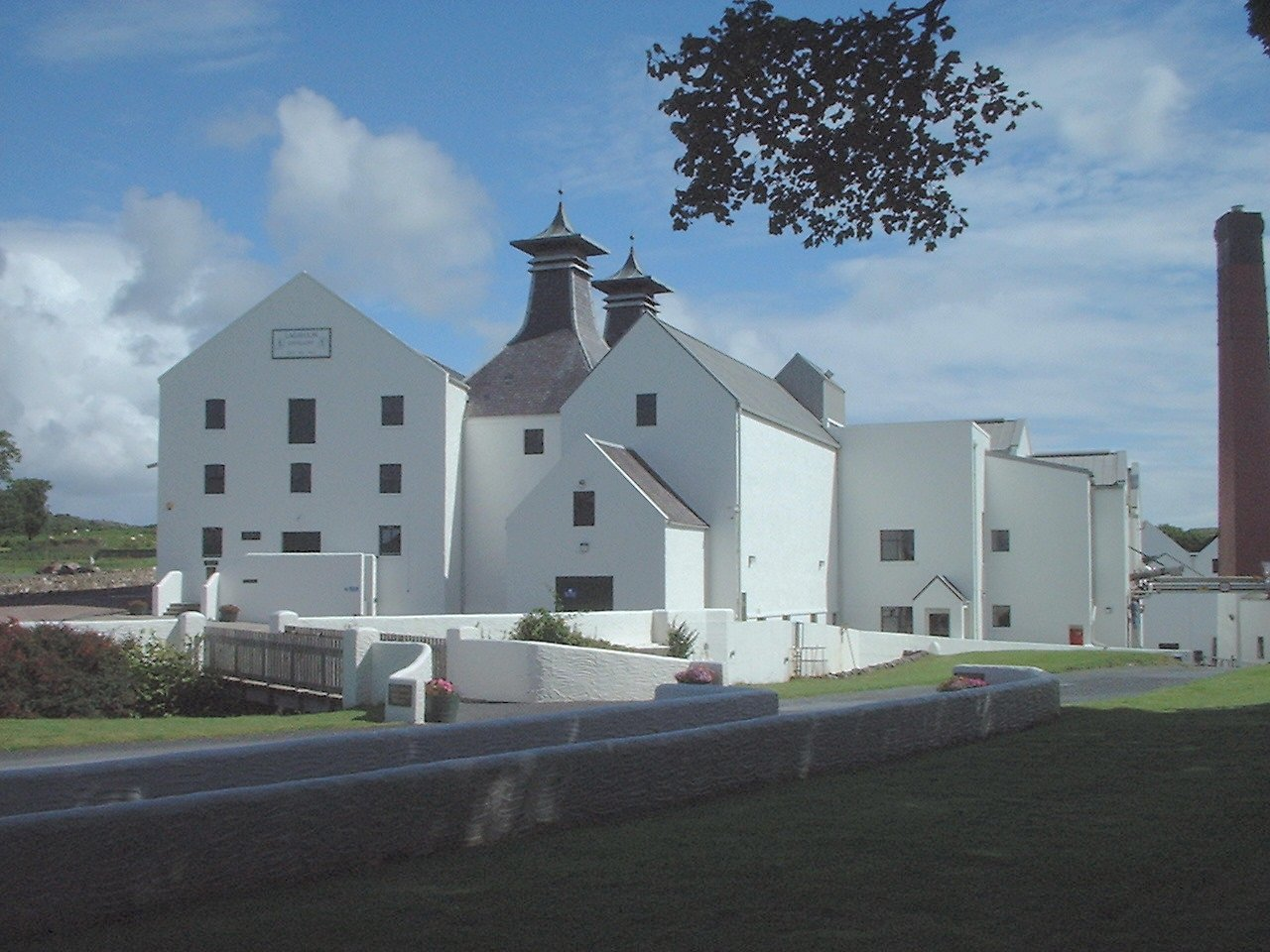
Lagavulin Distillery i Lagavulin.

Lagavulin är en liten by ungefär 5 kilometer utanför Port Ellen, på ön Islay i kommunen Argyll and Bute i Skottland.
Byn är mest känd för sin whisky, Lagavulin Single Malt.